# Kuhnhof (Lauf an der Pegnitz)
Kuhnhof ist ein Gemeindeteil der Stadt Lauf an der Pegnitz im Landkreis Nürnberger Land (Mittelfranken, Bayern). Kuhnhof liegt in der Gemarkung Veldershof.

## Lage
Das Dorf liegt an der Kreisstraße LAU 8 zwischen Lauf und Simonshofen. Er ist größtenteils von Wäldern und Feldern umgeben. In unmittelbarer Nähe der Bebauung entspringen drei kleine Bäche.

## Geschichte
Der kleine Ort ging aus einem Einzelhof eines Kuno hervor. Zusammen mit Veldershof, Seiboldshof und Vogelhof bildete er nach 1806 die Ruralgemeinde Veldershof mit einer verhältnismäßig großen Flurgemarkung. Am 1. Juni 1927 schloss sich diese Gemeinde der Stadt Lauf an.
Die Kreisstraße LAU 8 trägt den Namen Kuhnhofer Hauptstraße. Weitere Straßen sind: Im Talesgrund, Im Wasach, Lange Zeile und Am Wasserturm.
Kuhnhof ist Sitz eines Gesellschaftsvereins, der auch Kirchweihen ausrichtet.